# Nothing (компанія)
Nothing Technology Limited (стилізовано як NOTHING) — компанія споживчих технологій, розташована в Лондоні. Її заснував Карл Пей, співзасновник OnePlus. Компанія залучила ряд відомих інвесторів, таких як винахідника iPod Тоні Фаделла, співзасновника Twitch Кевіна Ліна, генерального директора Reddit Стіва Гаффмана і ютубера Кейсі Нейстата. 25 лютого 2021 року компанія оголосила Teenage Engineering партнером-засновником, головним чином відповідальним за естетику дизайну бренду та його продуктів. Перший продукт Nothing «ear (1)» був випущений 27 липня 2021 року.

## Історія
У 2020 році Карл Пей, співзасновник OnePlus, працював у компанії разом з Пітом Лау. Пей оголосив про свою відставку 16 жовтня 2020 року, щоб він міг заснувати нове підприємство. Пізніше Пей зібрав до 7 мільйонів доларів від кількох інвесторів, щоб розпочати свою справу, включаючи винахідника iPod Тоні Фаделла, співзасновника Twitch Кевіна Ліна, генерального директора Reddit Стіва Гаффмана та ютубера Кейсі Нейстата.
Пей оголосив про запуск компанії Nothing 27 січня 2021 року.
15 лютого 2021 року Nothing придбала торгові марки та бренд Essential Products майже через рік після припинення діяльності компанії.
25 лютого 2021 року компанія оголосила про свого першого партнера-засновника, Teenage Engineering, який створить естетику дизайну бренду та його продуктів.
Nothing анонсувала свій перший продукт 27 липня 2021 року. Ним стали бездротові навушники під назвою «ear (1)».
13 жовтня 2021 року компанія зібрала до 50 мільйонів доларів, а також оголосила про партнерство з Qualcomm.
9 березня 2022 року, того самого дня, коли Nothing розпочала інвестиційний раунд B, компанія оголосила, що проведе пресконференцію 23 березня. Під час цього заходу компанія анонсувала свій перший смартфон під назвою «phone (1)».

## Інвестиції
| Серія фінансування    | Кількість інвесторів | Зібрані кошти        | Дата           |
| --------------------- | -------------------- | -------------------- | -------------- |
| Стартове фінансування | 7                    | 7 млн доларів США    | 9 грудня 2020  |
| Серія А               | 1                    | 15 млн доларів США   | 9 лютого 2021  |
| Краудфандинг акцій    | 1                    | 1,3 млн доларів США  | 25 лютого 2021 |
| Серія А               | 7                    | 48,5 млн доларів США | 13 жовтня 2021 |
| Серія B               | 6                    | 70 млн доларів США   | 9 березня 2022 |

## Продукти

### Ear (1)

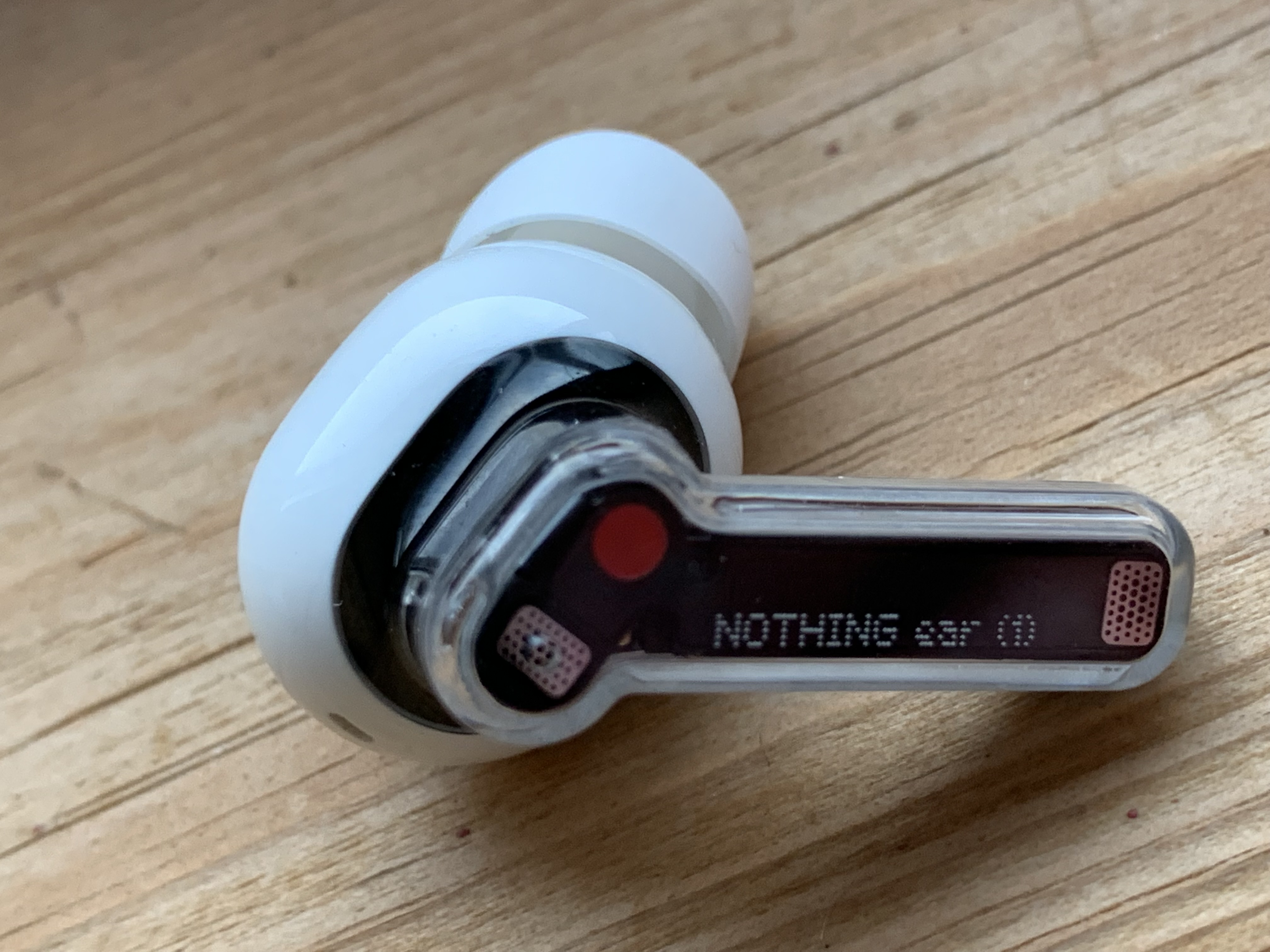
Nothing ear (1).

Nothing Ear 1, стилізовані як «ear (1)», стали першим продуктом Nothing. Анонсовані 27 липня 2021 року Ear 1 — це комплект бездротових навушників. Навушники можна підключити за допомогою Bluetooth і можуть працювати без підзаряджання до 34 годин при використанні із зарядним футляром і до 5,7 годин автономної роботи з вимкненим ANC без футляру; 24 години з використанням футляра та до чотирьох годин без футляру з увімкненим ANC. Навушники надійшли в продаж 17 серпня 2021 року за ціною 99 доларів США/99 фунтів стерлінгів/99 євро.
Чорну версію було анонсовано 6 грудня 2021 року, в продаж вона надійшла 13 грудня того ж року. Того дня Nothing було оголошено, що навушники Ear 1 тепер вуглецево-нейтральні.

### Phone (1)

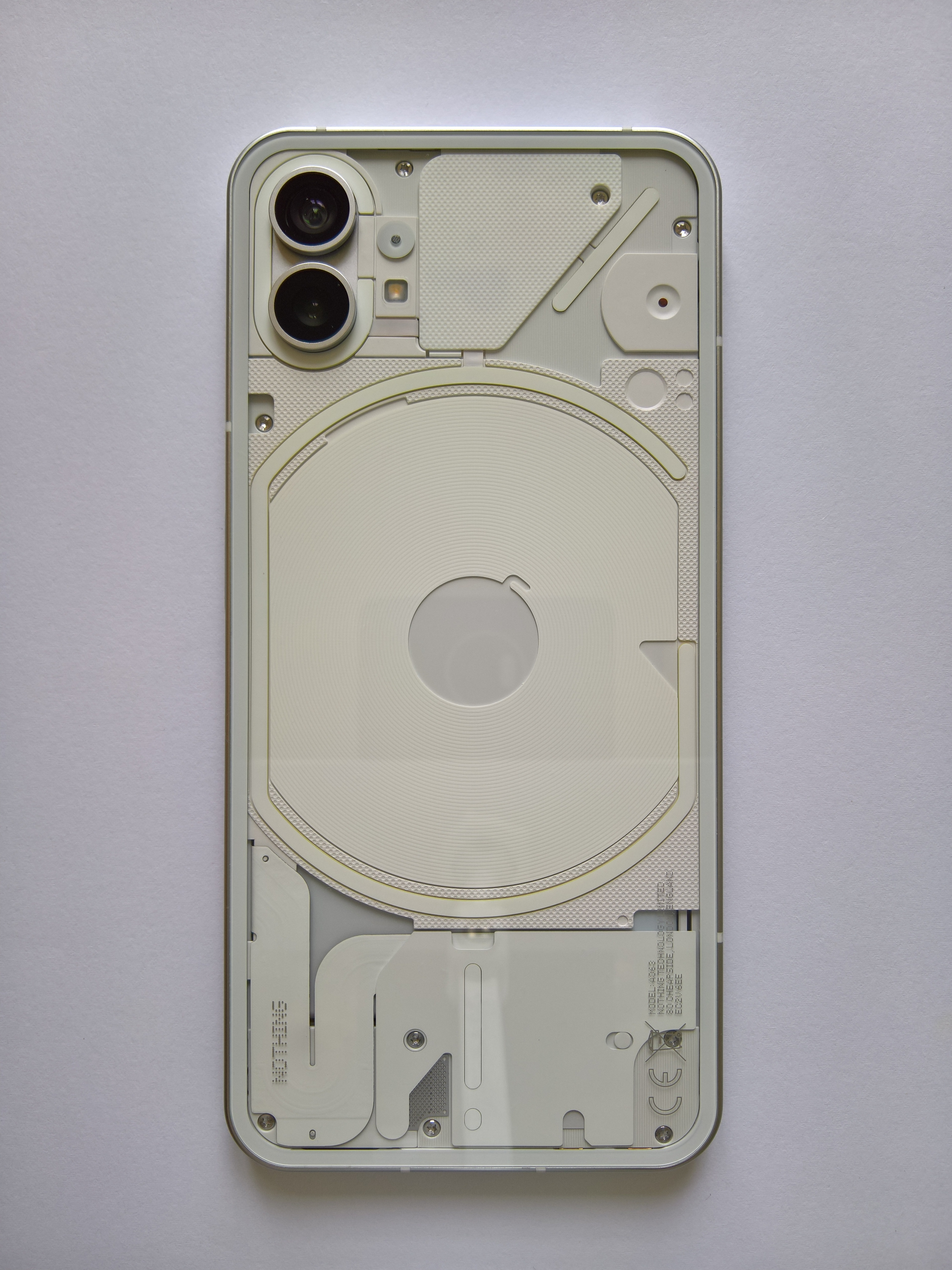
Nothing Phone (1).

23 березня 2022 року компанія Nothing анонсувала свій перший смартфон під назвою «Phone (1)». Телефон працюватиме на базі операційної системи Android під назвою Nothing OS з очікуваною датою випуску влітку 2022 року.
Nothing випустила Nothing OS, яка, на відміну від назви, є не операційною системою, а спеціальною оболонкою поверх Android для її смартфона Nothing Phone 1.
У червні 2022 року Nothing відкрила попереднє замовлення лише за запрошеннями на «Phone (1)», забравши 100 000 заявок у списку очікування. Пристрій, презентація якого відбулася на 12 липня в Лондоні, матиме чипсет Qualcomm Snapdragon 778G+ і прозорий дизайн.